# Jutro idziemy do kina
Jutro idziemy do kina – polski film telewizyjny z 2007 roku w reżyserii Michała Kwiecińskiego.
Zdjęcia rozpoczęto 21 maja 2007.

## Obsada
- Mateusz Damięcki – Andrzej Skowroński
- Antoni Pawlicki – Piotr Dołowy
- Jakub Wesołowski – Jerzy Bolesławski
- Grażyna Szapołowska – matka Krysi
- Olgierd Łukaszewicz – ojciec Krysi
- Sylwia Oksiuta-Warmus – prostytutka
- Anna Gzyra – Krysia Włosowska, ukochana Jerzego
- Julia Pietrucha – Zosia Paluch, narzeczona Piotra
- Maria Niklińska – Basia
- Marta Ścisłowicz – Ania, córka starosty, ukochana Andrzeja
- Krzysztof Banaszyk – porucznik Zaborowski
- Krzysztof Stelmaszyk – starosta, ojciec Ani
- Katarzyna Gniewkowska – matka Bolesławskiego
- Jacek Romanowski – ojciec Bolesławskiego
- Krzysztof Skonieczny – Bzowski
- Adam Krawczyk – Zawada
- Piotr Żurawski – Natan Cymertopf
- Andrzej Szenajch – Generał
- Daniel Olbrychski – właściciel kabrioletu
- Grzegorz Łaguna – maturzysta
- Sebastian Cybulski – maturzysta
- Monika Jakowczuk – restauratorka Marina
- Magdalena Lamparska – Małgosia
- Karol Stępkowski – matematyk
- Zofia Tomaszewska-Charewicz – Rózia
- Jerzy Słonka – urzędnik
- Michał Rolnicki – kolega Skowrońskiego
- Bożena Adamek

i inni.

## Opis fabuły
Scenariusz filmu powstał na kanwie debiutanckiej powieści Dawida Bieńkowskiego pt. Jest. Film opowiada o losach trzech przyjaciół, maturzystów z 1938 roku. Opisuje losy pokolenia ludzi urodzonych już w II Rzeczypospolitej. II WŚ odmieniła ich losy, a często nawet pozbawiła życia. 
Jest rok 1938, coraz poważniej mówi się o wojnie. Polska młodzież wychowana w duchu romantyzmu, a przede wszystkim będąca pierwszym pokoleniem urodzonym po zakończeniu zaborów, uważa służbę w Wojsku Polskim za punkt honoru. Troje przyjaciół: Andrzej Skowroński, Jerzy Bolesławski i Piotr Dołowy kończą gimnazjum. Zaraz po maturze stają przed pierwszym poważnym życiowym krokiem – co dalej?
Do wojska dostają się Andrzej – do szkoły podchorążych kawalerii w Grudziądzu – i Jerzy – do szkoły podchorążych łączności w Zegrzu. Piotr, mający wadę serca, nie idzie do wojska, i rozpoczyna studia na medycynie. Każdy z trójki przyjaciół traktuje życie jako ekscytującą przygodę, więc zapowiedzi coraz bardziej nieuchronnej wojny podświadomie starają się przyjmować bez emocji. Interesują się kobietami, a to zainteresowanie ma charakter romantyczny. Nie traktują zagrożenia wojną poważnie, zachowują się, jakby nic nie mogło im się stać.
Andrzej zakochał się w Ani (Marta Ścisłowicz) – córce starosty szykującej się do studiów malarskich we Lwowie – i umawia się z nią w końcu na randkę. Mają się spotkać szóstego września, gdy on wróci z ćwiczeń z Pomorza, a ona ze Lwowa. Spotkanie pierwszego września wyznaczają sobie z kolei Jurek i Krysia (Anna Gzyra), któremu udało się wreszcie przełamać opory dziewczyny. Mają iść do kina, a później do niej. Piotr i Zosia (Julia Pietrucha) są w tym samym czasie nad morzem, na pierwszych wspólnych wakacjach.
Nadchodzi wrzesień 1939 roku. Wybucha II WŚ. Jerzy, Andrzej i Piotr nigdy więcej się nie spotkali. Żaden z nich nie przeżył wojny.